# Manseng noir
Le manseng noir N, est un cépage noir français du Sud-Ouest.

## Origine et répartition
Il provient de l'ouest des Pyrénées, plus précisément du vignoble de Jurançon. Il est voisin du Tannat auquel il pourrait être apparenté ; ils appartiennent tous les deux à la famille des Cotoïdes.
Il n'est cultivé que dans les vignobles du piémont pyrénéen français. Un temps abandonné, il est à nouveau planté depuis une trentaine d'années grâce à la mode des « cépages oubliés ».

## Caractèresampélographiques
- Extrémité du jeune rameau à très forte densité de poils couchés.
- Jeunes feuilles de couleur rougeâtre à plages bronzées.
- Feuilles adultes vert foncé orbiculaires ou cunéiformes, entières, sinus pétiolaire ouvert en U avec parfois le fond limité par la nervure près du point pétiolaire, des dents courtes à moyennes par rapport à leur largeur à la base, à côtés rectilignes, pigmentation anthocyanique des nervures nulle, un limbe révoluté gaufré ou ondulé entre les nervures près du point pétiolaire, bullé et face inférieure, une densité faible de poils dressés et couchés.
- Baie de forme arrondie.

## Aptitudes
- Culturales: il demande une taille longue en raison des yeux de la base peu fertiles, mais mal maîtrisé, il donne de gros rendements. Il est polyvalent sur des sols variés.
- Sensibilité: Plutôt rustique, il ne craint rien de particulier.
- Technologiques: Les grappes peu compactes sont moyennes à grosses et les baies petites à moyennes. Les vins qu'il donne sont très colorés, vifs et astringents, mais fins et aptes à une longue garde. Ils confèrent leurs qualités aux assemblages.

## Génétique
Un seul clone est agréé, le no 897.

## Synonymes
Le manseng noir est également connu avec les noms suivants :
- Areal
- Arrouya
- Caino Do Freixo
- Caino Freixo
- Caino Redondo
- Cinza
- Courbu Rouge
- Espadal
- Espadao
- Espadeiro
- Espadeiro Da Terra
- Espadeiro Femeeiro
- Espadeiro Mole
- Espadeiro Molle
- Espadeiro Tinto
- Espadero
- Farinhoto
- Ferral
- Ferren
- Ferrol
- Ferron
- Gascon
- Gros Manzenc
- Mancep
- Mansenc Gros
- Mansenc Noir
- Manseng Rouge
- Murco
- Murico
- Negron
- Nevoeiro
- Noir Du Pays
- Padeira
- Padeiro
- Padeiro De Basto
- Padeiro Tinto
- Petit Mansenc
- Tinta Dos Pobres
- Verdelho Da Sombra
- Vinhao Mole